# Aulonocara hansbaenschi
Aulonocara hansbaenschi, nota anche come Aulonocara 'Fort Maguire' nel commercio di pesci da acquario, è una specie di pesci della famiglia dei Ciclidi.
Vive in Malawi e in Mozambico. Il suo habitat naturale sono i laghi d'acqua dolce.